# Unus pro omnibus, omnes pro uno

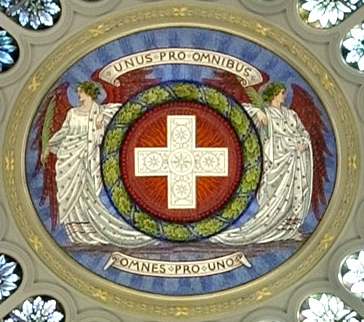
Einer für alle – alle für einen im Bundeshaus (Bern)

Unus pro omnibus, omnes pro uno (französisch Un pour tous, tous pour un, italienisch Uno per tutti, tutti per uno, rätoromanisch In per tuts, tuts per in) ist eine lateinische Phrase, die auf Deutsch mit Einer für alle, alle für einen übersetzt wird.
Während keine alte lateinische Fassung bekannt ist, verwendete William Shakespeare die englische Version one for all, or all for one 1594 in seinem Gedicht The Rape of Lucrece.
Ab den 1830er Jahren verbreitete sich die Aussage zu einem inoffiziellen Wahlspruch der Schweizerischen Eidgenossenschaft.
„Einer für alle, alle für einen“ ist der Leitspruch der Raiffeisen-Genossenschaften.
Durch den erfolgreichen Roman Die drei Musketiere des französischen Schriftstellers Alexandre Dumas des Älteren, 1844 veröffentlicht, wurde die französische Version bekannt.

## Traditionelles Motto der Schweiz

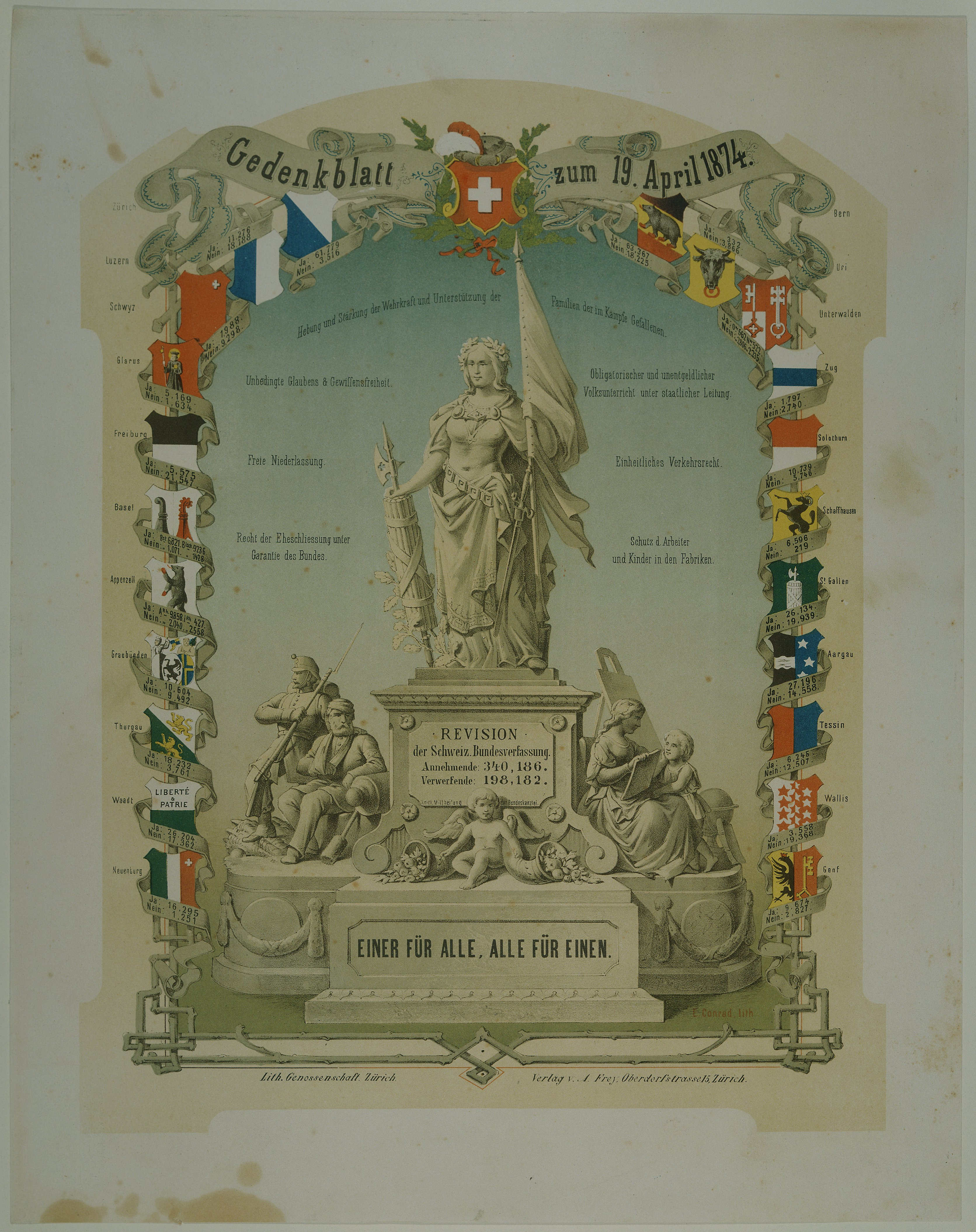
Gedenkblatt zur Verfassungsrevision von 1874

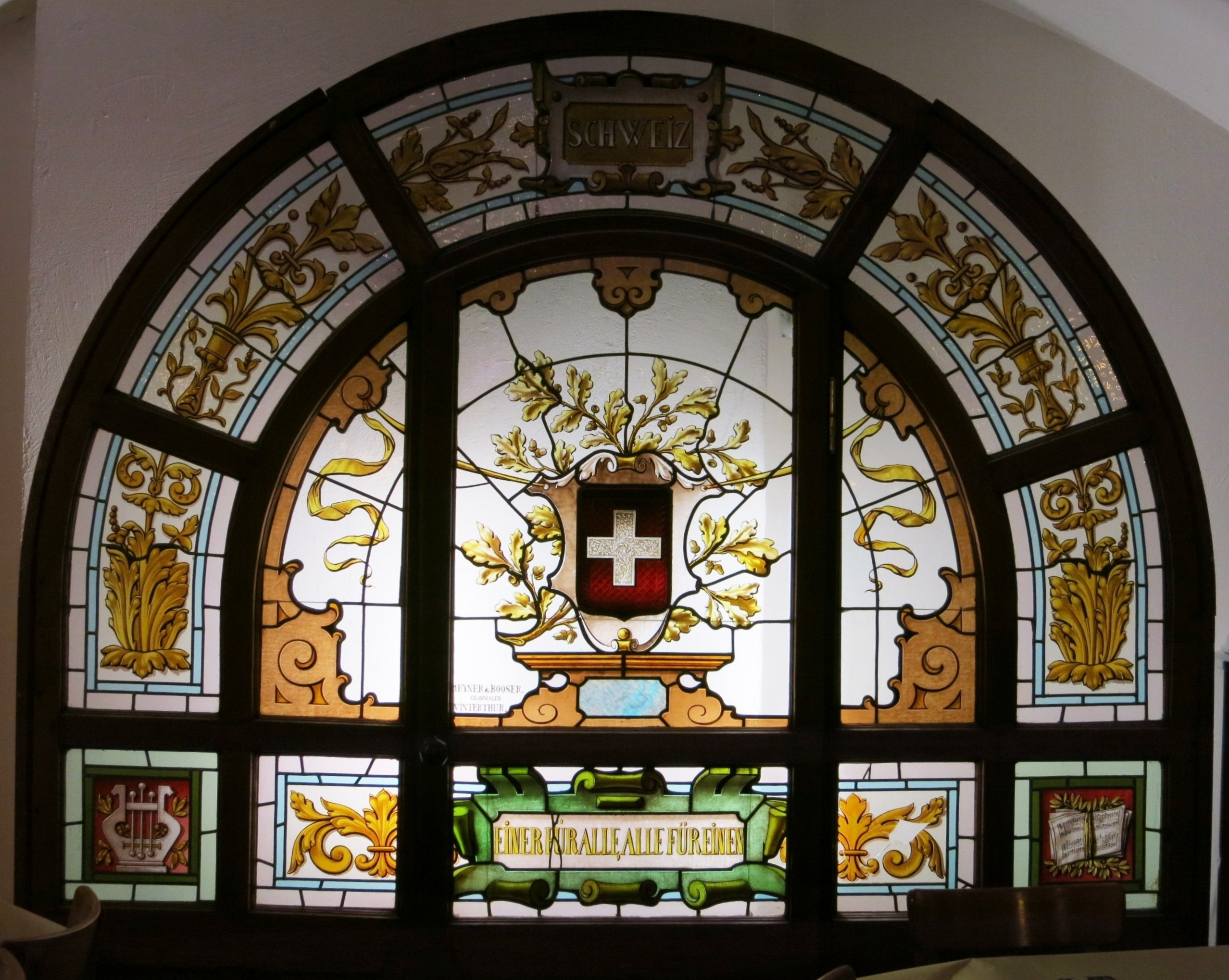
Glasmalerei Meyner & Booser: Einer für alle, alle für einen

Die Schweiz hat zwar keinen offiziellen Wahlspruch oder eine nationale Devise in Verfassung oder Gesetzen, jedoch ist das traditionelle Motto Einer für alle, alle für einen eine historische Kurzformel für den Zweck der eidgenössischen Bündnispolitik, wie er in zahlreichen Bundesbriefen festgehalten wurde und die in der Gründung des Bundesstaates gipfelte.
Der Wahlspruch wurde ab den 1830er-Jahren in der Presse verwendet. Populär wurde er, nachdem Herbststürme im Jahr 1868 in den zentralen Schweizer Alpen, insbesondere im Kanton Tessin, zu grossen Überschwemmungen geführt hatten. Der Bundesrat erliess daraufhin einen Spendenaufruf an das Schweizer Volk. Die Presse beteiligte sich am Spendenaufruf und verwendete dabei diesen Wahlspruch, der auch auf einem Appell aus der Westschweiz erschien. Die Geldsammlungen für Naturkatastrophen wurden im 19. Jahrhundert zu identitätsstiftenden Ereignissen der Willensnation Schweiz und förderten die eidgenössische Solidarität.
Das Motiv hielt 1889 mit Konrad Grobs Gemälde Winkelried in der Schlacht bei Sempach Einzug in den alten Ständeratssaal im damaligen Bundes-Rathaus, dem späteren Bundeshaus West. Seit 1902 schwebt es in lateinischer Sprache in der Kuppel des Bundeshauses.

## Grundrechteprinzip in Nordkorea
Laut Artikel 63 der Verfassung der Demokratischen Volksrepublik Korea beruhen die Grundrechte und Grundpflichten der Bürger Nordkoreas „auf dem kollektivistischen Prinzip Einer für alle, alle für einen!“.